# جوزيف تي ريان
جوزيف تي ريان (بالإنجليزية: John Joseph Thomas Ryan)‏ هو ضابط أمريكي، ولد في 1 نوفمبر 1913 في ألباني في الولايات المتحدة، وتوفي بنفس المكان في 9 أكتوبر 2000.